# 小行星2522
小行星2522（2522 Triglav）是一颗围绕太阳公转的小行星。1980年8月6日，茲丹卡·瓦弗洛娃在克萊季发现了此天体。
該小行星以波美拉尼亞人的主神特里格拉夫命名。
这颗小行星的绝对星等为240.00790等。